# Famille de Rességuier
Pour les articles homonymes, voir Rességuier.
La famille de Rességuier est une famille subsistante de la noblesse française, originaire du département de l'Aveyron. 
Originaire du Rouergue cette famille s'est divisée en deux branches sous l'Ancien Régime. L'une est restée en Rouergue, une autre s'est installée à Toulouse et a donné à cette ville une lignée de parlementaires. 
Elle compte parmi ses membres des consuls de Rodez, un trésorier des domaines dans cette même ville, des conseillers au sénéchal du Rouergue, un capitoul de Toulouse, des conseillers et présidents au parlement de Toulouse, un maire de Toulouse, un poète, un homme politique, des officiers.

## Histoire

### Origines
Le patronyme Rességuier signifie scieur ou encore scieur de long.
Hippolyte de Barrau, historien du Rouergue, écrit : « La famille de Rességuier, originaire de la ville de Rodez en Aveyron, est au nombre de celles qui s'illustrèrent par leur courage et leur patriotisme au temps de l'invasion anglaise ». En 1372, dit l'auteur des annales du Rouergue, le duc d'Anjou, frère du roi Charles V, donna la terre de Gradels partie à Guillaume de Laparra et partie à Bernard de Rességuier, pour les récompenser de leurs services contre les Anglais. Bosc raconte que lorsque le comte Jean II d'Armagnac fit sa première entrée à Rodez, le 9 mars 1380, parmi les consuls de la cité qui allèrent à son devant se trouvait noble Antoine de Rességuier (Il était consul de la Cité en 1392, et Guillaume en 1425). À l'entrée du roi François Ier à Rodez le 25 juillet 1533, à la place de « la Leigna (de Cité) sur un tabernacle, y avia una bella demoisella, fille de mons de Rességuier, moulher dé mons de La Boissiera, ambé douzé petits enfans, tous accoutrats dé dams et d'autrès bels habillamens, laquella présenté lé don al rey, qu'éra très claux d'or, et una coupa d'argen brumat d'or. » 
Le soulèvement des ruthénois contre une présence anglaise dans la ville de Rodez est cependant contesté.

### Branches
La famille de Rességuier s'est divisée en deux principales branches et divers rameaux :
- Branche restée en Rouergue ;
- Branche établie à Toulouse, en Languedoc.

### Noblesse
Henri Jougla de Morenas écrit que la famille de Rességuier a été maintenue noble en 1667, mais aussi en 1669 sur preuves de 1481 pour une branche éteinte au XVIIIe siècle. Il écrit également qu'une autre branche éteinte à la fin du XIXe siècle avait fait ses preuves de noblesse pour l'admission aux écoles militaires en 1766 et à la maison royale de Saint-Louis à Saint-Cyr en 1764. Qu'un membre de cette famille, François de Rességuier, a dérogé en faisant du commerce et que son fils a obtenu des lettres de relief en 1764. 
Pierre Hocquellet écrit : « Antoine de Rességuier, co-seigneur de Gradels et de La Bonnefoussie, bourgeois et consul de la cité de Rodez en 1524 et 1532 ».
La famille de Rességuier a bénéficié d'un anoblissement graduel au XVIIe siècle par la charge de conseiller au parlement de Toulouse.

### Possessions
- Coseigneurs de Gradels, seigneurs de La Bonnefoussie près Salmiech, acquis en 1465 de noble Jean Barthélémi Bonnefous, par Raymond et Arnaud de Rességuier frères, seigneurs de Villecomtal
- Outre la terre de Gradels et autres fiefs, la famille de Rességuier a possédé plusieurs maisons à Rodez
- Hôtel à Toulouse
- Château de Juillac dans le département du Gers

### La famille de Rességuier à Toulouse
Cette branche de la famille de Rességuier compte parmi ses membres de nombreux parlementaires à Toulouse entre les dernières années du XVIe siècle et la Révolution française. Cette branche appartenait à la noblesse parlementaire (noblesse de robe).
Filiation des principaux parlementaires de la famille de Rességuier :
- Guillaume de Rességuier, conseiller (1592) puis président aux enquêtes (1608) au parlement de Toulouse. Il épouse  Jeanne de Sabatery.
  - Pierre de Rességuier, conseiller (1618) au parlement de Toulouse. Il épouse Marguerite de Cambolas.
    - François de Rességuier, conseiller (1645) puis président aux enquêtes (1674) au parlement de Toulouse. Il épouse Henriette de Chaumeil.
      - Jean de Rességuier (1645-1704), conseiller (1674) puis président aux enquêtes (1695) au parlement de Toulouse. Il épouse Dorothée de Caulet.
        - Jean de Rességuier (1683-1735), conseiller (1704), membre de l'académie des Jeux floraux (1709), président en la deuxième chambre des enquêtes (1730) au parlement de Toulouse. Il épouse Marthe Henriette du Bourg.
          - François Marie Louis de Rességuier (1719-1769), conseiller (1737) puis président[De quoi ?] au parlement de Toulouse. Il épouse Gabrielle de Boyer-Drudas.
            - Louis-Emmanuel-Élisabeth de Rességuier (1755-1801), avocat général (1779) puis procureur général (1788) au parlement de Toulouse et en cette qualité membre de l'assemblée des notables la même année. Il épouse Angélique Louise Elisabeth de Chastenet de Puységur.
              - Athanase-Marie-Emmanuel-Adrien de Rességuier (1785-1871), maire de Toulouse en 1829.
              - Jules de Rességuier (1788-1862), maître des requêtes au Conseil d'État, mainteneur de l'Académie des Jeux Floraux, poète. Il épouse Nina de Mac-Mahon.
                - Albert de Rességuier (1816-1902), conseiller général et député des Basses-Pyrénées, membre de la Société internationale de secours aux blessés.

          - François-Bruno de Rességuier (1721-1763), conseiller-clerc (1748) au parlement de Toulouse.

À la fin du XVIIe siècle la famille de Rességuier acquiert un hôtel particulier sis 3, rue du lieutenant-colonel Pelissier 31000 Toulouse. Cet hôtel connu plusieurs propriétaires : Duranti, de Caulet, de Rességuier.
Deux membres de cette branche furent reçus dans l'ordre de Malte.

## Généalogie simplifiée
I. Bernard de Rességuier, qui devait être né avant 1350, prit part avec le premier consul de Rodez, Bérenger de Nattes, à l'expulsion de la garnison anglaise en 1369, mais ceci est contesté. En récompense le duc d'Anjou lui donna la terre de Gradels en 1372, il fut père de :
II. Antoine de Rességuier, coseigneur de Gradels en 1380, se trouvait au nombre des consuls qui allèrent au-devant du comte Jean II d'Armagnac lors de son entrée à Rodez en 1380, il eut pour fils:
III. Jean de Rességuier Ier, coseigneur de Gradels, consul de Rodez en 1412, laissa trois enfants :
1 Raymond de Rességuier, coseigneur de Gradels, qui épousa Souveraine d'Olmières fit une branche éteinte au milieu du XVIIe siècle.
2 Arnaud de Rességuier.
3 Antoine de Rességuier, chanoine de Rodez, qui transigea avec ses frères le 15 octobre 1449.
IV. Arnaud de Rességuier Ier. Il avait épousé le 12 février 1447 Hélène Laparra fille d'Antoine qui lui apporta en dot l'autre partie de la seigneurie de Gradels. Ils eurent:
1 Bernard.
2 Aladoxie mariée à noble Guillaume Vigouroux le 28 janvier 1468.
3 Anthonia mariée à Jean de Boissière le 14 décembre 1474.
V. Bernard de Rességuier, seigneur de La Bonnefoussie, épousa le 15 février 1475 Marguerite de Séguy, fille de noble Antoine de Séguy, seigneur d'Anglars. Il mourut vers l'an 1521, laissant :
1 Bertrand nommé par le roi François Ier conseiller au parlement de Toulouse le 2 février 1520, qui n'eut pas d'enfants de Marguerite de Trémolet de Montpezat.
2 Antoine.
3 Jean de Rességuier marié le 24 août 1539 à Sébastienne de Trémolet fut l'auteur de la branche de la Gravette éteinte en 1739.
VI. Antoine de Rességuier, seigneur de La Bonnefoussie, eut de Françoise de Montolieu qu'il avait épousée le 22 juillet 1522, onze enfants, nommés dans son testament du 9 mai 1545, dont :
1 Jean de Rességuier Ier, seigneur de La Bonnefoussie, conseiller au parlement de Toulouse qui épousa le 29 août 1588 Françoise de La Forcade et qui continua la lignée.
2 Jean de Rességuier, trésorier des domaines.
3 Guillaume de Rességuier.
4 Pierre de Rességuier, seigneur de Rusquière et de Villecomtal, cosgr de Gradels, trésorier des domaines à Rodez en 1569 qui épousa Françoise de Cambefort qui en eut Jean marié en 1585 avec Anne du Prat fille de Louis du Prat et d'Anne d'Azémar, mort de la peste en 1628 laissant huit enfants.
VII. Guillaume de Rességuier, conseiller au sénéchal du Rouergue, viguier de Najac qui épousa Mademoiselle Dardenne vers 1560, d'où :
VIII. Antoine de Rességuier, conseiller au sénéchal du Rouergue, marié le 12 août 1620 à Antoinette de Cancéris, d'où :
1 Jeanne de Rességuier alliée le 2 février 1640 à Jean Martin de Châteauroy.
2 François de Rességuier, seigneur du Pouget, conseiller au sénéchal du Rouergue, qui s'allia le 12 janvier 1662 à Marguerite de Colonge de Laurière d'où trois enfants qui ont continué.
IX. Pierre de Rességuier, conseiller au Parlement de Toulouse, épousa en 1616 Marguerite de Cambolas, d'où :
1 François.
2 Jean, seigneur de Juillac, auteur d'une branche qui réside au château de Juillac dans le Gers.
Auteurs de deux branches distinctes l'aîné a donné la branche autrichienne issue de :
XVI. Emmanuel de Rességuier, dit le marquis de Miramont, capitaine autrichien qui épousa le 14 février 1833 Amélie, comtesse Festetics de Tolna, d'une ancienne Maison hongroise
XX. Leur descendance réside de nos jours en Autriche et en Allemagne et en Italie.
La branche française est toujours présente en Gascogne, autour du château de Juillac dans le Gers.

## Personnalités
- Bernard de Rességuier, prit part avec le premier consul de Rodez, Bérenger de Nattes, à l'expulsion de la garnison anglaise en 1369 mais ceci est contesté[2]
- Clément Jérôme Ignace de Rességuier (né à Toulouse 1724 - mort et enseveli dans l'île de Malte en 1797), chevalier (1744), commandeur, bailli de l'ordre de Malte. Il fut également général des galères de l'ordre.

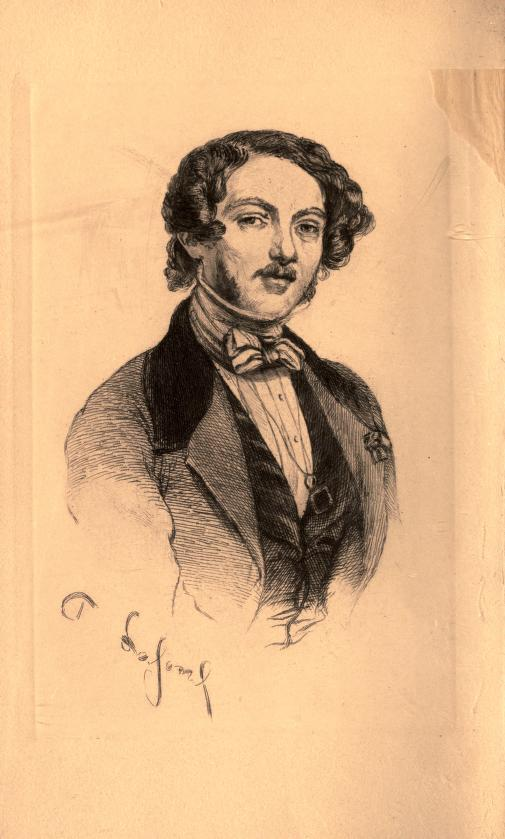
Jules de Rességuier (1788-1862)

## Alliances
Les principales alliances de la famille de Rességuier sont : de Laparra, de Vigouroux, de Ségur, de Dufourcq, de Caulet, Duclos de Goux (1745), de Faletin de Saintenac, de La Fage, de Mac-Mahon, de Castellane (1888), etc.

## Armes, titre
- Armes : D'or à un pin de sinople, au chef cousu d'azur chargé de trois trèfles d'argent.

- Titre : marquis (titre de courtoisie)

## Postérité
- Rue Jules-de-Rességuier et plaque commémorative sur sa maison natale à Toulouse
- Hôtel Duranti puis de Caulet dit également de Rességuier, à Toulouse
- Chaussée de Rességuier, près du village de Salmiech, en Aveyron[7]

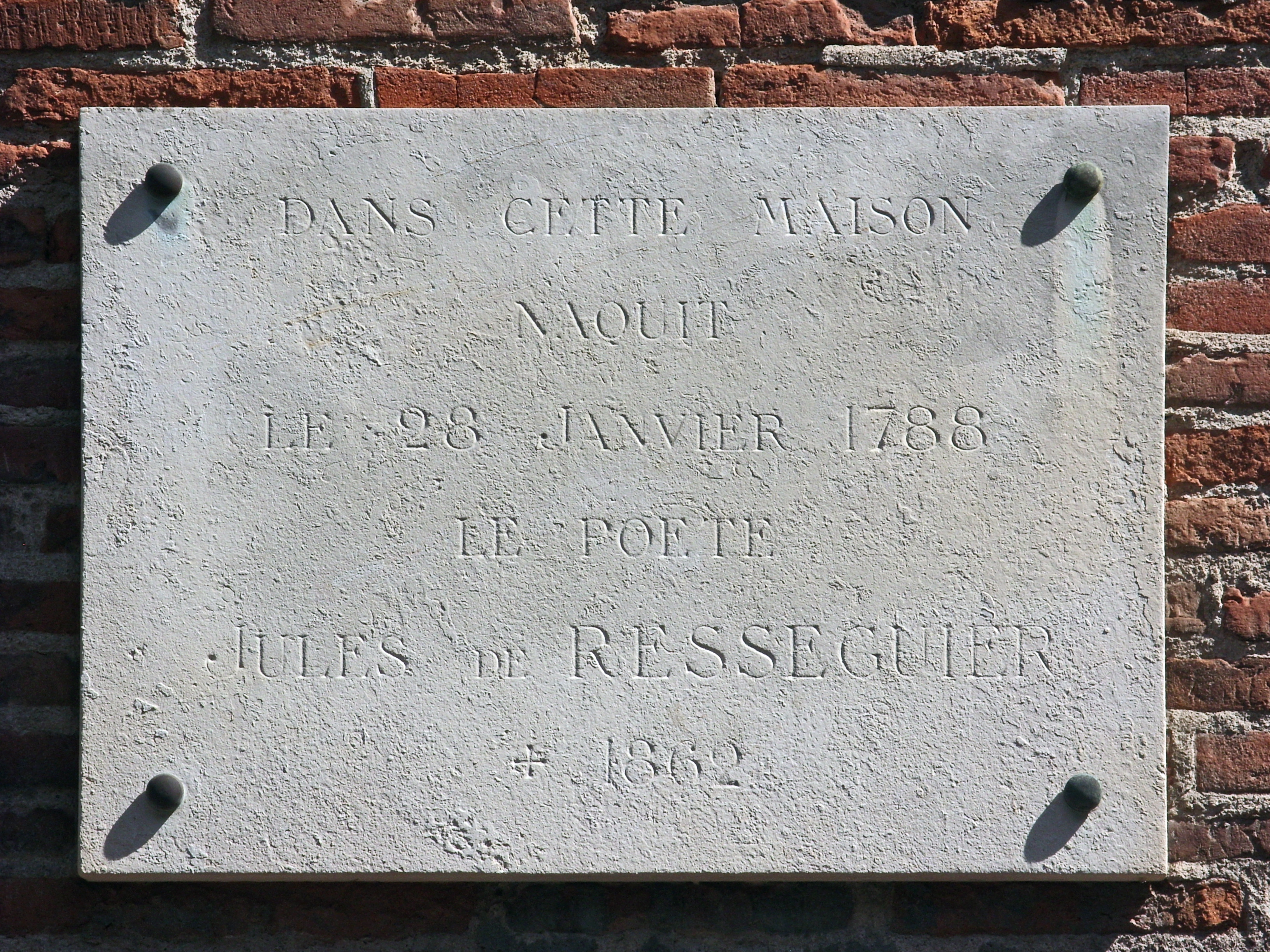
Plaque commémorative sur la maison natale de Jules de Rességuier à Toulouse

## Pour approfondir